# Anomala sieversi
Anomala sieversi är en skalbaggsart som beskrevs av Lucas Friedrich Julius Dominikus von Heyden 1887. Anomala sieversi ingår i släktet Anomala och familjen Rutelidae. Inga underarter finns listade i Catalogue of Life.